# Kelleramt

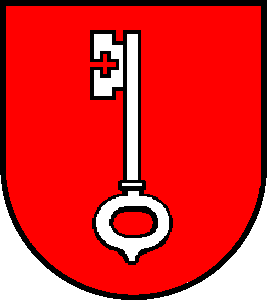
Das historische Wappen des Kelleramts

Als Kelleramt wird ein Gebiet im Bezirk Bremgarten des schweizerischen Kantons Aargau bezeichnet. 
Es liegt zwischen Affoltern am Albis, Bremgarten und der Reuss. Hier liegen die fünf Gemeinden Ober- und Unterlunkhofen, Arni, Islisberg und Jonen – wo der Jonenbach in die Reuss mündet – 2/3 des ehemaligen Dörfchens Werd, sowie der Litzihof, der Hof am Fahr und die Güter Obschlag und Mörgeler. Im Wesentlichen handelt es sich um die einstige Überschwemmungsebene. Die Abflusstraufe, der «Vorfluter», des Knonauer- und Kelleramts ist die Reuss. Bei Unterlunkhofen finden sich rund um den Flachsee noch Altläufe, Hufeisenseen, Flussinseln, Auenwälder, Ufersümpfe und Schilfstreifen.
Zum Kelleramt wird auch der südliche, ehemals der Stadt Zürch gehörende, Teil des Niederamts gezählt (die Niederen Ämter oder das Unteramt). Das Niederamt des Kelleramtes umfasste bis 1798 offiziell Oberwil, Lieli, Oberberikon, Südzufikon (2 Häuser), sowie die Höfe Litzibuch, Huserhof und Gaisshof. Hier übte die Stadt Bremgarten die niedere Gerichtsbarkeit aus, die Stadt Zürich die höhere.

## Geschichte
Der Kelnhof, der Vorläufer des Kelleramts, wurde im Jahr 694 erstmals urkundlich erwähnt, als ein Priester aus Lunchunft (Lunkhofen) seinen Hof dem neu gegründeten Kloster St. Leodegar in Luzern schenkte. Um das Jahr 758 herum schenkte Pippin der Jüngere den Kelnhof dem Kloster Murbach im Elsass. 1291 kaufte Rudolf I. von Habsburg den Kelnhof. Nachdem der Kelnhof verwaltungstechnisch zuerst zum Freiamt Affoltern gehört hatte, bildete er zwanzig Jahre später ein eigenes Amt, das sogenannte Kelleramt. Die Hohe Gerichtsbarkeit blieb jedoch beim Freiamt Affoltern. Dies spielte vorerst keine Rolle, da die Habsburger alle Herrschaftsrechte in ihrer Hand vereinten.
Die niedere Gerichtsbarkeit über das Kelleramt kam in den Jahren von 1410 bis 1522 als Pfand der Habsburger zusammen mit dem Niederamt an die damals habsburgische Stadt Bremgarten. Als die Stadt Zürich im Jahr 1415 anlässlich der Eroberung des Aargaus durch die Eidgenossenschaft das Freiamt Affoltern an sich brachte, übernahm sie die landesherrlichen Rechte von den Habsburgern, darunter die hohe Gerichtsbarkeit über das Kelleramt. Die niedere Gerichtsbarkeit blieb jedoch in den Händen der Stadt Bremgarten, weshalb das Kelleramt 1532 nach den Kappelerkriegen zusammen mit Bremgarten wieder zum katholischen Glauben zurückkehren musste. 1797 bewies die Stadt Bremgarten weise Voraussicht, als sie ein Jahr vor dem Zusammenbruch der alten Herrschaftsverhältnisse ihre Rechte an die Dorfgemeinschaften verkaufte.
Nach der Eroberung der Schweiz durch die Franzosen und der Ausrufung der Helvetischen Republik im Jahr 1798 wurde das Kelleramt aufgelöst und es entstanden die vier Gemeinden Ober- und Unterlunkhofen, Jonen und Arni-Islisberg. Diese gehörten zunächst zum kurzlebigen Kanton Baden und gelangten 1803 zum Kanton Aargau; die Bewohner hatten zunächst allerdings einen Anschluss an Zug oder Zürich favorisiert. 1981 entstanden die Gemeinden Arni und Islisberg aus der Trennung von Arni-Islisberg.